# Зоря (Біловський округ)
Зоря́ (рос. Заря) — селище у складі Біловського округу Кемеровської області, Росія.

## Населення
Населення — 184 особи (2010; 211 у 2002).
Національний склад (станом на 2002 рік):
- росіяни — 98 %